# ジョン・ブラウン (初代キルメイン男爵)
初代キルメイン男爵ジョン・ブラウン（英語: John Browne, 1st Baron Kilmaine、1730年 – 1794年6月7日）は、アイルランド王国の政治家、貴族。

## 生涯
第5代準男爵サー・ジョン・ブラウンと1人目の妻マーガレット・ドッドウェル（Margaret Dodwell、ヘンリー・ドッドウェルの娘）の息子として、1730年にカスルバーで生まれ、ダブリン大学トリニティ・カレッジで教育を受けた。
1765年に兄にあたる第6代準男爵サー・ジョージ・ブラウンが死去すると、準男爵位を継承した。
1776年から1783年までニュータウナーズ選挙区の、1783年から1789年までカーロウ・バラ選挙区の代表としてアイルランド庶民院議員を務め、1789年9月21日にアイルランド貴族であるザ・ニールのキルメイン男爵に叙された。この叙爵は小ピットの推薦によるものだったが、ブラウンの政治観に関する証拠は残っておらず、19世紀の歴史家ウィリアム・ジョン・フィッツパトリックは著書でブラウンが大金をはたいて爵位を購入したと主張した。
1784年に第2代ベルヴェデア伯爵ジョージ・ロッチフォートからウェストミーズ県ゴールストン・パークの地所を購入した。
1794年6月7日にダブリンでの自宅で死去、息子ジェームズ・コールフィールド・ブラウンが爵位を継承した。

## 家族
1764年4月23日、アリス・コールフィールド（Alice Caulfeild、1797年12月17日没、第3代チャールモント子爵ジェームズ・コールフィールドの娘）と結婚、3男4女をもうけた。
- ジェームズ・コールフィールド（1765年3月16日 – 1825年5月23日） - 第2代キルメイン男爵[5]
- アリシア・マーガレット（1767年7月10日 – 1826年2月17日[4]） - 1787年11月9日、ジョン・ロングワース（John Longworth）と結婚[3]
- マリア・サラ（1768年6月1日 – ?） - 1795年1月3日、フランシス・ロングワース（Francis Longworth、1832年までに没）と結婚[3][4]
- エミリー・ジュリアナ（1769年7月3日 – ?） - 1795年9月3日、ジョン・クロミー（John Cromie、1832年までに没）と結婚[3][4]
- ジョン（1770年8月28日 – 1855年2月8日） - 陸軍中佐。1797年9月20日、アン・ホワイト（Anne White、1851年4月23日没、ジョン・ホワイトの娘）と結婚、子供あり[3]
- ジョージ（1774年3月2日 – 1804年11月26日） - 1801年10月12日、メアリー・コルストン（Mary Colston、1830年7月15日没、アレクサンダー・コルストンの娘）と結婚、子供あり[3]
- レティシア（1775年8月29日 – 1809年12月30日） - 1798年4月30日、サー・ジョン・ロス（Sir John Ross）と結婚[3][4]